# Translucidus
Translucidus är en specialform hos moln som används för att beteckna moln i vidsträkta flak eller skikt som till större delen är så tunna att de avslöjar solens eller månens läge. Specialformerna translucidus och opacus utesluter varandra.
Translucidus används för huvudmolnslagen altocumulus, altostratus, stratocumulus, och stratus.